# بيني سوين
بيني سوين (بالإنجليزية: Bennie Swain)‏ مواليد 16 ديسمبر 1933 في تالاديغا - الوفاة 19 يونيو 2008، كان لاعب كرة سلة أمريكي. بدأ مسيرته الاحترافية في سنة 1958. تم اختياره من قبل فريق بوسطن سيلتكس خلال الدرافت. حمل الرقم 16. بلغ طوله 6 قدم 8 بوصة (2.0 م). اعتزل اللعب في 1959.

## روابط خارجية
- بيني سوين على موقع إن بي أي (الإنجليزية)
- بيني سوين على موقع سبورتس رفرنس (الإنجليزية)
- بيني سوين على موقع ريلجم (الإنجليزية)
- بيني سوين على موقع بروبوليرز (الإنجليزية)